# مانی این د بنک (۲۰۱۷)
مانی این د بنک(به انگلیسی: Money in the Bank) یک رویداد غیر رایگان (Pay-Per-View) در کشتی حرفه‌ای است که توسط کمپانی دبلیودبلیوئی تهیه می‌شود و این دوره‌اش هم در ۱۸ ژوئن ۲۰۱۷ در مجموعه ورزشی اسکوت‌ترید سنتر در شهر سنت لوئیس ایالت میزوری برگزار شد. این، هشتمین دوره از مانی این د بنک از زمان آغاز این PPV در سال ۲۰۱۰ بود.

## زمینه‌سازی
مانی این د بنک شامل مسابقاتی بین دشمنی‌های موجود، ماجراهای پیش آمده و استوری‌هایی خواهد بود که پیش از این در برنامه‌های دبلیودبلیوئی پخش شده بود. کشتی‌گیرها با توجه به مسابقات یا سری اتفاقاتی که برایشان رخ می‌دهد و تنش را به حد اکثر می‌رساند، نقش منفی یا قهرمان به خود می‌گیرند.

## نتایج
| #                                                                                                 | نتایج | نوع مسابقه                                                                | مدت زمان |
| ------------------------------------------------------------------------------------------------- | --- | ------------------------------------------------------------------------- | -------- |
| ۱پ                                                                                                | د هایپ بروز (زک رایدر و موجو راولی) پیروز مقابل د کُلُنز (پریمو و اپیکو)                                      | مسابقه تگ تیم                                                             | 8:30     |
| ۲                                                                                                 | کارمِلا (با همراهی جیمز اِلزوُرث) پیروز مقابل شارلوت فلر مقابل ناتالیا مقابل تامینا مقابل بکی لینچ             | مسابقه مانی این د بنک برای بدست آوردن قرارداد مسابقه کمربند زنان اسمک‌داون | 13:20    |
| ۳                                                                                                 | د نو دی (بیگ ای٬ کوفی کینگستون(با همراهی زیویر وودز پیروز مقابل د اوسوس (جیمی و جِی اوسو) (c) با شمارش معکوس | مسابقه تگ تیم برای قهرمانی کمربندهای تگ تیم اسمک‌دان                       | 12:00    |
| ۴                                                                                                 | نِیومی (c) پیروز مقابل لانا با تسلیم                                                                         | مسابقه تک نفره برای قهرمانی کمربند زنان اسمک‌داون                          | 7:30     |
| ۵                                                                                                 | جیندر ماهال (c) (با همراهی سمیر و سونیل سینگ) پیروز مقابل رندی اورتن                                        | مسابقه تک نفره برای قهرمانی کمربند دبلیودبلیوئی                           | 20:50    |
| ۶                                                                                                 | بریزانگو (فاندانگو و تایلر بریز) پیروز مقابل د اسنشن (کانِر و ویکتور)                                        | مسابقه تگ تیم                                                             | 3:50     |
| ۷                                                                                                 | بارون کوربین پیروز مقابل ای‌جی استایلز مقابل سمی زین مقابل دالف زیگلر مقابل شینسکه ناکامورا مقابل کوین اوونز | مسابقه مانی این د بنک برای بدست آوردن قرارداد مسابقه کمربند دبلیودبلیوئی  | 29:45    |
| - (c) – نشان‌دهنده قهرمان(هایی) است که به میدان می‌روند - پ – نشان‌دهنده این است که مسابقه در پری–شو | |                                                                           |          |

## موضوعات مرتبط
فهرست قهرمانان کنونی دبلیودبلیوئی